# Hannah med H
Hannah med H е единственият албум с музика към пълнометражен филм на шведското електронно дуо The Knife и е специално създаден за шведския игрален филм със същото име. Тяхната собствена звукозаписна компания Rabid Records издава албума на 26 ноември 2003 малко преди официалната премиера на филма. Част от песните фигуриращи в „Hannah med H“ са включени като бонуси към издадените през 2004 година във Великобритания „The Knife“ и „Deep Cuts“.
От този албум е песента „Handy-Man“, която впоследствие излиза като сингъл от издадената във Великобритания версия на „Deep Cuts“
 Внимание:  Текстът по-долу разкрива сюжета на произведението (или части от него)!
„Hannah med H“ (буквално: „Хана с Х“)е шведски игрален филм разказващ историята на 18-годишната Хана (Тове Едфелд), която току-що се е изнесла от къщи готова да започне свой собствен живот. Най-важното нещо за нея е поезията и тя самата счита себе си за поетеса-аматьор. Тя съвсем случайно се запознава с Йенс (Томан Мьорк), който се представя за учител, който както той сам твърди е голям почитател на поезията. Скоро Хана започва да получава странни обаждания и да има чувството, че някой я следи. Впоследствие разбира, че Йенс изобщо не се казва така и не работи като учител. Хана започва да се чуди дали не познава този човек от някъде и какво иска той от нея. Нещата стават още по-съмнителни, когато тя се натъква на него в Копенхаген.

## Песни
1. Real Life Television – 1:51
2. Hannah's Conscious – 3:41
3. Handy-Man – 2:38
4. High School Poem – 1:22
5. New Year's Eve – 4:04
6. Three Boys – 1:11
7. This Is Now – 3:53
8. The Bridge – 3:50
9. Copenhagen – 1:01
10. Wanting to Kill – 2:18
11. Jens's Sneaking – 1:16
12. Vegetarian Restaurant – 2:32
13. At the Café – 2:39
14. A Different Way – 1:14
15. Poetry by Night – 1:42
16. Listen Now – 2:48